# Spindasis trimeni
Spindasis trimeni är en fjärilsart som beskrevs av Sheffield Airey Neave 1910. Spindasis trimeni ingår i släktet Spindasis och familjen juvelvingar. Inga underarter finns listade i Catalogue of Life.